# Maxim Podoprigora
Maxim Podoprigora (* 18. April 1978 in Kiew, Ukrainische SSR) ist ein ehemaliger österreichischer Schwimmer.
Podoprigora lebt seit 1992 in Wien, wo er mit dem Training für den Schwimmsport begann. Seine Eltern sind die erfolgreichen Schwimmer Eugenia Rakitina und Juri Podoprigora aus der UdSSR.
Bei den Schwimmweltmeisterschaften 2001 in Fukuoka erreichte er den zweiten Platz über 200 Meter Brust und ist damit der erste Österreicher, der bei einer Schwimm-WM eine Medaille gewann. Dazu kommen eine Gold-, eine Silber- und zwei Bronzemedaillen bei verschiedenen Schwimmeuropameisterschaften, alle über 200 m Brust. Außerdem hielt er von 25. Januar bis 14. Dezember 2003 den Europarekord über diese Distanz. Dazu kommen zahlreiche österreichische Titel und Rekorde.
Insgesamt nahm er an drei Olympischen Spielen teil, 2000 in Sydney, 2004 in Athen und 2008 in Peking. 2013 beendete er seine Karriere.

## Rekorde
| Österreichische Rekorde (4)                                                     | Österreichische Rekorde (4) | Österreichische Rekorde (4) | Österreichische Rekorde (4) |
| ------------------------------------------------------------------------------- | --------------------------- | --------------------------- | --------------------------- |
| 200 m Brust                                                                     | 02:11,09 min                | 25. Juli 2001               | Fukuoka                     |
| 4 × 100 m Lagen (mit S. Stoss, K. Stoss und Schaufler)                          | 03:44,79 min                | 9. August 2009              | St. Pölten                  |
| 4 × 200 m Freistil (Kurzbahn) (mit D. Stockinger, Ostermaier und A. Stockinger) | 07:33,11 min                | 27. Januar 2007             | Wien                        |
| 4 × 100 m Lagen (Kurzbahn) (mit Ostermaier, Baron, Stoss)                       | 03:44,75 min                | 9. März 2003                | Wiener Neustadt             |
| (Stand: 10. Februar 2015)                                                       |                             |                             |                             |